# Teleutias varius
Teleutias varius är en insektsart som beskrevs av Max Beier 1960. Teleutias varius ingår i släktet Teleutias och familjen vårtbitare. Inga underarter finns listade i Catalogue of Life.